# Kościół św. Franciszka z Asyżu w Bielsku-Białej
Kościół świętego Franciszka z Asyżu w Bielsku-Białej – rzymskokatolicki kościół parafialny należący do parafii pod tym samym wezwaniem (dekanat Bielsko-Biała II – Stare Bielsko diecezji bielsko-żywieckiej). Znajduje się w Wapienicy, dzielnicy Bielska-Białej.
Świątynia powstała oryginalnie jako kaplica pod wezwaniem świętego Franciszka i Najświętszej Maryi Panny Wspomożenia Wiernych. 14 września 1930 roku, w święto Podwyższenia Krzyża Świętego, został poświęcony kamień węgielny pod jej budowę. Projekt świątyni został wykonany przez firmę „Korn” z Bielska. Zaraz po poświęceniu kamienia węgielnego rozpoczęła się budowa kaplicy. 4 września 1931 roku kaplica została poświęcona. Początkowo funkcjonowała jako filia parafii św. Mikołaja w Bielsku. Po objęciu w 1948 roku przez księdza Jana Jeżowicza funkcji stałego duszpasterza przy kaplicy filialnej w Wapienicy podjęto decyzję o rozbudowę kaplicy. W 1950 roku, po uzyskaniu pozwolenia od władz kościelnych i państwowych, rozpoczęły się prace budowlane. 17 września tego samego roku został poświęcony kamień węgielny pod nowa świątynię, natomiast w 1951 roku kościół został poświęcony. 16 marca 1953 roku przy świątyni została utworzona kuracja, natomiast 28 maja 1957 roku kuracja została przekształcona w samodzielną parafię.